# Unterseeboot 805
Le Unterseeboot 805 (ou U-805) est un sous-marin allemand utilisé par la Kriegsmarine pendant la Seconde Guerre mondiale.

## Historique
Le U-805 est construit au chantier Seebeck de Brême et mis en service le 12 février 1944. 
Après sa phase d'entraînement initial à Stettin, en Pologne, au sein de la 4. Unterseebootsflottille jusqu'au 28 février 1945, le U-805 est affecté à une formation de combat : la 33. Unterseebootsflottille à Flensbourg en Allemagne le 1er mars 1945. En raison de l'avancée des forces alliées en France, il ne peut rejoindre la 10. Unterseebootsflottille à la base sous-marine de Lorient.
Au cours de sa formation en janvier 1945, l'U-805 est équipé d'un schnorkel.

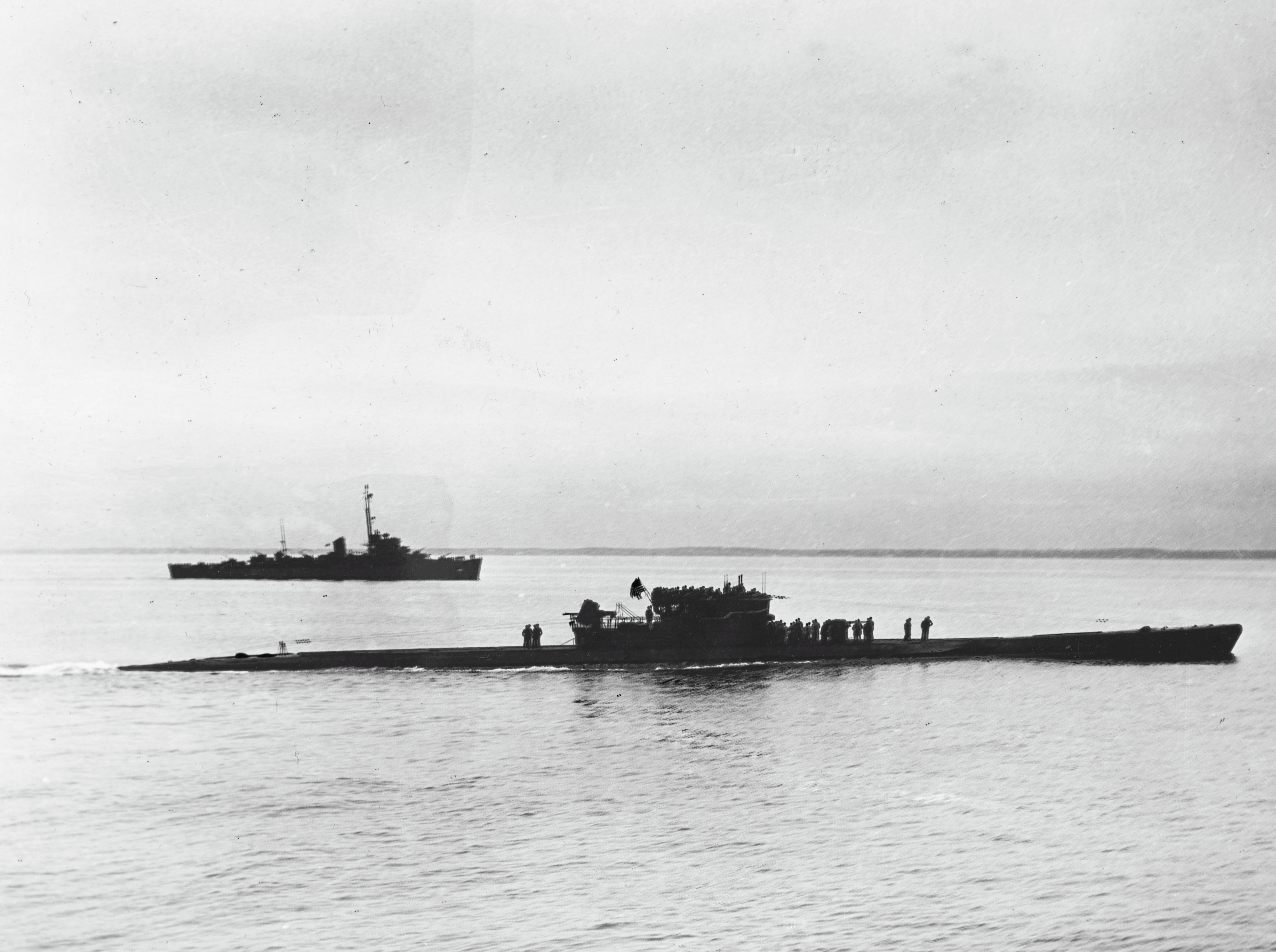
L'U-805 et le destroyer USS Varian au large de Portsmouth le 14 mai 1945.

Après la capitulation de l'Allemagne nazie, l'U-805 se rend à l'US Navy le 14 mai 1945 près du Portsmouth Navy Yard (New Hampshire), principale base de sous-marins de la région. L'US Navy l'expose dans plusieurs ports de la côte Est des États-Unis avant de le couler au large le 4 février 1946 (coordonnées : 42° 32′ N, 69° 37′ O).

## Affectations successives
- 4. Unterseebootsflottille du 12 février 1944 au 28 février 1945.
- 33. Unterseebootsflottille du 1er mars 1945 au 8 mai 1945.

## Commandement
- korvettenkapitän Richard Bernadelli du 12 février 1944 au 16 mai 1945.

## Navires coulés
Le U-805 n'a coulé, ni endommagé aucun navire au cours de son unique patrouille.